# Josip Jurić (isusovac)
Josip Jurić (Bosanski Dubočac, 26. ožujka, 1894. – Zagreb, 7. ožujka, 1964.), hrvatski katolički svećenik, isusovac, povjesničar.

## Životopis
Josip Jurić, S.J. rodio se u Bosanskom Dubočcu 26. ožujka 1894. Gimnaziju polazi u Travniku od 1908. U Družbu Isusovu ulazi 30. srpnja 1911. Filozofiju studira u Innsbrucku (1916. – 1918.), teologiju u Isusovačkom Kolegiju sv. Beuno kod St. St. Asaph u Engleskoj (1924. – 1927.). Za svećenika je zaređen 31. srpnja 1926.,  a svečane zavjete u Družbi Isusovoj polaže 2. veljače 1930. 
Na Papinskom orijentalnom institutu u Rimu studira istočno bogoslovlje (1931. – 1932.), gdje postiže doktorat disertacijom Collegium Illyricum Lauretanum (Ilirski kolegij u Loretu). Obavlja službu rektora bogoslovije u Sarajevu (1934. – 1937.), i 36 godina predaje na gimnaziji u Travniku, teologiju u Sarajevu, Đakovu i u Zagrebu. Posljednjih godina djeluje u Zagrebu kao duhovnik i propovjednik.  
Umro je 7. ožujka, 1964. u Zagrebu.

## Doprinos

### Istraživanja
Za vrijeme studija na Papinskom orijentalnom institutu u Rimu i radu na doktoratu, prikupio je bogatu građu vezanu uz povijest Ilirskog kolegija u Loretu. Po završetku svojih studija u Rimu vraća se domovinu gdje je sve prikupljene dokumente uredio i pripremio za tisak. Od bogate prikupljene znanstvene građe, za života je uspio objaviti jedino studiju o pokušaju Kongregacije za širenje vjere da kod Južnih Slavena uvede zajedničko pismo.  Nažalost zbog ondašnjeg političkog režima ostatak građe trebao je pričekati bolja vremena i biti tiskan postumno.

### Ilirski kolegij u Loretu
U svojoj studiji Jurić donosi opširnu građu o osnivanju i o prvim godinama Ilirskog kolegija (Collegium Illyircum) u Loretu. Autor iscrpno objašnjava kako je došlo do osnivanja i gradnje kolegija u kojem će se školovati i odgajati mladići iz balkanskih zemalja s ciljem misionarskog djelovanja kod kuće. God. 1580. došli su prvi učenici. Prati teškoće u radu i nastavi, selidbu Kolegija u Rim te ponovni povratak u Loreto, ukinuće isusovačkog reda 1773. god. kojima je Kolegij bio povjeren te ponovno uspostavljanje.